# Геосервіс
Геосервіс — географічні сервіси, розроблені на основі сервісу Google Earth. 
Широкого поширення, зокрема для освітніх цілей, набули мешапи (від англ. mash up — змішувати), нові комбіновані сервіси, які утворилися від поєднання можливостей геосервісу Google Earth з можливостями інших сервісів Веб 2.0. Наприклад, розміщення користувачами на віртуальних картах своїх фотографій, коментарів, та створення віртуальних спільнот на основі геосервісів.

## Види
Деякі геосервіси Інтернету (мешапи):
- Вікі-Мапія (Wikimapia)
- Панораміо (Рапоrатіо)
- Геокешинг
- Геотагінг.

## Опис
Геосервіс Вікі-Мапія. Цей сервіс призначений для нанесення на карту світу назв і фотографій локальних об'єктів. Наприклад, невеликих озер, мостів, залізничних станцій, окремих будинків. Це середовище, яке об'єднує відомості Google Maps та вікі-технологію. За допомогою цього сервісу можна позначити на карті окремі об'єкти, визначати відстані, площі земельних ділянок, розміщувати свої коментарі й зображення окремих об'єктів.
Геосервіс — комбінований сервіс, який забезпечує збереження фотографій та їхню прив'язку до конкретної точки місцевості.
Система глобального позиціонування (Global Positioning System), яка включає 24 супутники Землі, що літають на низьких висотах навколо Землі, допомагає в організації освітньої діяльності. Ця система дозволяє точно визначити географічні координати будь-якої точки на планеті. Супутники посилають на землю слабкі радіосигнали. Для приймання цих радіосигналів використовуються спеціальні пристрої GPS-приймачі. Зазвичай точність визначення місцезнаходження — від 8 до декількох десятків метрів[джерело?].
GPS-приймач отримує сигнали з орбітальних супутників GPS та визначає свою позицію в будь-якій точці Землі. Точність визначення позиції залежить від кількості супутників, сигнали яких отримав приймач. Для того, щоб визначити місцеположення потрібні стійки сигнали хоча б від трьох супутників.
З появою GPS-пристроїв виникли різні сервіси, які використовують їх можливості. В першу чергу сервіси пов'язані з автомобільними подорожами, коли навігатор допомагає слідувати від точки до точки. Мандрівники та дослідники природи в лісах, у горах, та на воді використовують GPS-приймачі для того, щоб позначити певні точки та скласти ці точки у маршрути.
Крім ділової активності виникло кілька напрямів ігрового та освітнього використання кишенькових GPS-приймачів. В першу чергу, це такі напрями, як геокешингі геотагінг.За допомогою мобільних пристроїв (мобільних телефонів, GPS-навігаторів, відеокамер, цифрових фотоапаратів та інших систем) можна організувати цікаву навчальну діяльність.
Сервіс Геокешинг — навчальна гра — «geocaching», (від грецьк. «geo» — Земля та англійського «cache» — схованка) — пов'язаний з пошуком «скарбів» чи розв`язуванням задач із застосуванням географічних координат. Головна ідея гри — гравці ховають «скарби», за допомогою GPS визначають їхні координати й повідомляють про них в Інтернеті. Інші гравці використовують ці координати та свої GPS-приймачі для пошуку захованого. В освітньому геокешенгу учасники гри виконують завдання та використовують можливості GPS-приймачів.
Сервіс Геотагінг — «geotagging» (від грецьк. «geo» — Земля, англ. «tag» — мітка, ярлик) — заснований на використанні як міток географічних GPS координат точки, в якій зроблена фотографія. При розміщенні в мережі нових фотографій учасники проекту додають до неї опис та ключові слова — мітки, за якими фотографія в подальшому може бути знайдена. Застосування таких міток дозволяє сумістити розповіді та фотографії, що розміщено у колекції учасниками проекту, з сервісом цифрових карт Google та отримати зображення точки, в якій зроблено фотографію, на карті Google Maps.